# Liste von Waffenhistorikern
In dieser Liste sind Personen aufgeführt, die sich mit der geschichtlichen Erforschung von Waffen beschäftigt haben und ihre Erkenntnisse in Büchern, einschlägigen Fachzeitschriften oder wissenschaftlichen Publikationen veröffentlicht haben. Fehlende Einträge in öffentlichen Verzeichnissen sind bei Nischenthemen keine Seltenheit. Wichtiges Indiz sind Erwähnungen der Person oder deren Wirken und Werke in Fachveröffentlichungen.

## A
- Johanna Agthe (1941–2005), deutsche Ethnologin, Autorin von zwei Büchern zu afrikanischen Waffen
- Josef Alm (1889–1957), schwedischer Waffenkundler, Autor von Büchern über Armbruste und Feuerwaffen
- Charles Henry Ashdown (1884–1964), britischer Waffenhistoriker, Bücher zu englischen Waffen, Rüstungen und Burgen

## B
- Christian Beaufort-Spontin, österreichischer Kunsthistoriker und Waffenhistoriker, ehem. Direktor der Hofjagd- und Rüstkammer des Kunsthistorischen Museums, Wien[1]
- Matthew Bennett (* 1954), Mittelalterfachmann an der Royal Military Academy Sandhurst
- Claude Blair (1922–2010), britischer Historiker und Waffenkundler, Kurator für Waffen und Rüstungen am Victoria and Albert Museum
- Howard Blackmore (1917–1999), britischer Feuerwaffen-Historiker, Kurator des Tower of London, Autor zahlreicher Waffenbücher
- Lionello Boccia (1926–1996), italienischer Architekt und Autor
- Wendelin Boeheim (1832–1900), österreichischer Offizier, Waffenkundler und Museumsbediensteter[2]
- Hans Bonnet (1887–1972), deutscher Ägyptologe
- Dirk H. Breiding (* 1970), deutscher Kunsthistoriker und Waffenhistoriker, Kurator für Waffen und Rüstungen am Philadelphia Museum of Art
- Ada Bruhn Hoffmeyer (1910–1991), dänische Archäologin, Expertin für mittelalterliche Waffen
- Howard Loftus Blackmore (1917–1999), britischer Feuerwaffen-Historiker, Deputy Master des Tower of London, Autor mehrerer Bücher zu Feuerwaffen[3]
- E. Martin Burgess (1931–2022), englischer Uhrmacher, Autor einiger Aufsätze zu Ringpanzern[4][5][6][7][8], von der Arms and Armour Society im Bereich der Ringpanzer als „grundlegend“ bezeichnet[9]
- Richard Francis Burton (1821–1890), britischer Forschungsreisender, Autor mehrerer Fechtbücher
- Charles Buttin (1856–1931), französischer Waffensammler und Waffenkundler[10]

## C
- Albert Frederick Calvert (1872–1946), britischer Reisender und Mineningenieur
- Tobias Capwell (* 1973), amerikanischer Waffenhistoriker, Kurator für Waffen und Rüstungen an der Wallace Collection, London
- Robert Cato, Autor eines Buches „Moro Swords“
- Rudolf Cederström (1876–1944), Mitarbeiter der Livrustkammaren, schwedischer Offizier und Sammler
- William Churchill, Person nicht identifizierbar
- Robert Cato, Autor eines Buches Moro Swords
- Rudolf Cederström (1876–1944), Mitarbeiter der Livrustkammaren
- Fergus Clunie, Autor von Publikationen zu den Fidschi-Inseln, Direktor des Fidschi-Museums
- Charles Alexander de Cosson (1846–1929), britischer Waffensammler und Waffenkundler
- Henry Swainson Cowper (1865–1941), britischer Landbesitzer, Autor und Antikensammler.

## D
- Bashford Dean (1867–1928), amerikanischer Zoologe und Waffenhistoriker, Leiter des Department of Arms and Armor am Metropolitan Museum of Art, New York
- August Demmin (1817–1898), deutscher Kunstschriftsteller, Autor des bekannten Werkes „Die Kriegswaffen in ihren geschichtlichen Entwicklungen“
- Vladimir Denkstein (1906–1993), tschechischer Kunsthistoriker, Autor von zahlreichen Büchern zu Archäologie und Hussiten
- Alfons Diener von Schönberg (1879–1936), Kunsthistoriker, Forstwirt und nationalsozialistischer Funktionär
- Donn F. Draeger (1922–1982), amerikanischer Kampfkunstexperte, kein Waffenhistoriker
- Nils Drejholt (* 1943), schwedischer Waffenkundler, Autor zweiter Kataloge über Feuerwaffen in der Stockholmer Leibrüstkammer
- Jan Durdík (1923–2002)[11], tschechischer Historiker und Waffenkundler, Mitarbeiter am Militärmuseum Prag
- Harold Arthur Lee-Dillon, (1844–1932) britischer Waffenhistoriker und Kurator der Royal Armouries

## E
- Ian Eaves (* 1947), britischer Waffenkundler
- Wilbraham Egerton, 1st Earl Egerton (1832–1909), englischer Adliger und Sammler. Autor von Beiträgen zu diversen kunsthistorischen Themen, darunter auch eine Veröffentlichung zu orientalischen Waffen
- Robert Elgood (* 1948), britische Waffenkundler, Spezialgebiet indische Waffen
- August Essenwein (1831–1892), deutscher Architekt und Kunstschriftsteller, Direktor der Germanischen Nationalmuseums in Nürnberg
- Nick Evangelista (* 1949), amerikanischer Fechtmeister

## F
- Charles John ffoulkes (1868–1947), britischer Waffenkundler, Kurator an den Royal Armories und dem Victoria and Albert Museum
- Werner Fischer (* 1922), deutscher Sammler afrikanischer Objekte, Autor mehrerer Publikationen zu afrikanischen Waffen (mit Manfred A. Zirngibl)
- Jeffrey L. Forgeng (* 1963), amerikanischer Kurator für Waffen, Rüstungen und mittelalterliche Kunst am Worcester Art Museum
- Robert Forrer (1866–1947), schweizerischer Kunsthändler und Sammler

## G
- Claude Gaier (1938–2021), belgischer Waffen- und Industriehistoriker, Leiter des Waffenmuseums in Lüttich
- Ortwin Gamber (1925–2008), österreichischer Kunsthistoriker und Waffenkundler, Direktor der Waffensammlung des Kunsthistorischen Museums in Wien
- John Starkie Gardner (1844–1930), britischer Kunstgewerbler, Geologe, Autor mehrerer früher Rüstungsbücher
- Alfred Geibig (* 1954), deutscher Archäologe und Waffenkundler, ehemaliger Kurator für Waffen und Rüstungen an den Kunstsammlungen der Veste Coburg, Coburg
- Max Geisberg (1875–1943), erforschte insbesondere den Waffenbestand der Stadt Münster und publizierte zu münsterischen Plattnern
- Wilhelm Gohlke (1838–1919), deutscher Feuerwerksoffizier und Waffenhistoriker
- Stephen V. Grancsay (1897–1980), amerikanischer Waffenkundler, Leiter des Department of Arms and Armor am Metropolitan Museum of Art, New York
- Francis Grose (1731?–1791), britischer Antiquar, ein Traktat zu Waffen und Rüstungen

## H
- Fritz Hahn (* 1922), deutscher Spezialist für die Gebiete Waffen- und Raketentechnik, Weltraumforschung und technische Optik
- Syed Zafar Haider (1938–1991), Verfasser eines Buches zum Waffen des muslimischen Indiens
- Egon Harmuth (Lebensdaten unbekannt), österreichischer Jurist und Armbrustforscher, Autor des Standardwerkes „Die Armbrust“
- John Forrest Hayward (1916–1983), britischer Kunsthistoriker und Waffenkundler
- Jakob Heinrich von Hefner-Alteneck (1811–1903), deutscher Kunsthistoriker, Autor und Ausgräber der Tannenbergbüchse, Verfasser mehrerer Publikationen zu Waffen und Rüstungen,
- John Hewitt (1807–1878), britischer Waffenkundler, tätig an den Royal Armouries
- Arne Hoff (1907–1997)[12], dänischer Waffenkundler, Leiter des Kopenhagener Zeughauses
- Thomas T. Hoopes (1898–1981), amerikanischer Waffenkundler, Kurator am City Art Museum in St. Louis
- Walter Hough (1859–1935), amerikanischer Anthropologe, kaum Publikationen zu Waffen

## J
- Max Jähns (1837–1900), deutscher Offizier und Militärschriftsteller

## K
- Carl Otto Kretzschmar von Kienbusch (1884–1976), amerikanischer Sammler von historischen Waffen und Rüstungen
- Okabe Kakuya (Lebensdaten unbekannt), Japaner, Autor eines Kataloges zu japanischen Parierstangen im Museum in Boston
- Edward H. Knight (1824–1883), amerikanischer Mechanikexperte, Mitarbeiter des US-Patentamtes
- Karl Koetschau (1868–1949), deutscher Kunst- und Waffenhistoriker
- Stefan Krause, österreichischer Kunsthistoriker und Waffenhistoriker, Kurator für Waffen und Rüstungen an der Hofjagd- und Rüstkammer des Kunsthistorischen Museums, Wien

## L
- Paul Lacombe, Autor eines Buches "Buch "Arms and Armour in Antiquity and the Middle Ages. Also a descriptive notice of modern weapons"
- Guy Francis Laking (1875–1919), erster Kurator des London Museums
- Walter Lampel, Autor mehrerer populärwissenschaftlicher Jagdwaffenbücher, eher Waffentechniker
- May Lansfield Keller, amerikanische Archäologin, ein Buch zu angelsächsischen Waffennamen
- Donald LaRocca, amerikanischer Kunsthistoriker und Waffenhistoriker, Kurator für Waffen und Rüstungen am Metropolitan Museum of Art, New York
- Enrique de Leguina, spanischer Offizier
- Ulrich Lehnart (* 1951), deutscher Historiker, Autor der Reihe „Kleidung & Waffen“
- Quirin von Leitner (1834–1893), österreichischer Historiker
- Torsten Lenk (1890–1957), Autor von Büchern zu Waffen im Kopenhagener Zeughaus
- Eduard von Lenz (1856–1919), russischer Waffenhistoriker[13]

## M
- Manouchehr Moshtagh Khorasani, Spezialist für persische Waffen, zahlreiche Publikationen zu diesem Thema
- Paul Martin (1901–1984), französischer Konservator am Musée historique in Straßburg, ein Buch „Waffen und Rüstungen von Karl dem Großen bis zu Ludwig XIV.“
- Otis Tufton Mason (1838–1908), amerikanischer Ethnologe, Bücher zu Waffen und Rüstungen in Japan
- Wilfried Menghin (1942–2013), deutscher Prähistoriker, kein Waffenhistoriker, Publikation „Das Schwert im frühen Mittelalter“
- Samuel Rush Meyrick (1783–1848), britischer Waffensammler und Waffenkundler, ordnete die Sammlung des Tower und Windsor Castle neu, dafür zum Ritter geschlagen
- Ralph Moffat, britischer Waffenkundler, Kurator der Waffensammlung am Glasgow Museum
- Serge Mol (* 1970), belgischer Autor zur japanischen Kampfkunst
- Oskar Mothes (1828–1903), deutscher Architekt und Kunsthistoriker
- Heinrich Müller (1925–2018), deutscher Waffenkundler, Kurator der Waffensammlung des Museums für Deutsche Geschichte in Berlin

## N
- Helmut Nickel (1924–2019), deutscher Waffenkundler, Kunsthistoriker, ehem. Kurator am Metropolitan Museum of Art, New York
- David Nicolle (* 1944), britischer Militärhistoriker
- Mehr-Ali Newid (* 1950), deutsch-afghanischer Iranist
- Anthony Vesey Bethune Norman (1930–1998), britischer Waffenkundler, Master of the Armouries

## O
- Ewart Oakeshott (1916–2002), britischer Waffensammler und Waffenkundler
- Morihiro Ogawa (* 1946), Japaner, Publikation ""Art of the Samurai: Japanese Arms and Armor, 1156-1868" und weitere
- Carl Anton Ossbahr (1859–1925), Mitarbeiter der Livrustkammaren
- Udo Osterhaus (1938–1993), deutscher Prähistoriker, kein Waffenhistoriker

## P
- Gayatri Nath Pant (* 1940), zahlreiche Publikationen zu indischen Waffen
- E. Jaiwant Paul (* 1928), zahlreiche Publikationen zu indischen Waffen
- Ralph Payne-Gallwey (1848–1916), englischer Ballistiker, ein Buch zu Armbrusten
- Harold L. Peterson (1922–1978), amerikanischer Historiker, zahlreiche Waffenbücher
- William Matthew Flinders Petrie, englischer Ägyptologe, nur ein Buch ""Tools and Weapons"
- Wolfgang Piersig (* 1944), Technikhistoriker, kein Waffenhistoriker
- Matthias Pfaffenbichler (* 1960), österreichischer Kunsthistoriker und Waffenhistoriker, ehem. Kurator und Direktor der Hofjagd- und Rüstkammer des Kunsthistorischen Museums, Wien
- Paul Post (1883–1956), Kustos des Berliner Zeughauses
- Othmar Potier des Echelles (1863-), österreichischer Jurist und Waffenkundler, inventarisierte die Emder Rüstkammer und die Rüstkammer des Stiftes Klosterneuburg
- Jan Piet Puype (* 1939), niederländischer Waffenforscher
- Stuart W. Pyhrr (* 1949), amerikanischer Waffenhistoriker, Leiter des Department of Arms and Armor am Metropolitan Museum of Art, New York

## R
- Lena Rangström, schwedische Kunsthistorikerin und Waffenhistorikerin, ehem. Kuratorin für Waffen und Rüstungen an der Livrustkammaren, Stockholm
- Bernhard Rathgen (1847–1927), deutscher Offizier und Geschützforscher
- Alexander von Reitzenstein (1904–1986), deutscher Kunsthistoriker und Waffenhistoriker, Direktor des Bayerischen Armeemuseums
- Jean-Pierre Reverseau, französischer Kurator am Pariser Armeemuseum, mehrere Waffen- und Rüstungskataloge
- Thom Richardson, britischer Kunsthistoriker und Waffenhistoriker, ehem. Kurator für Waffen und Rüstungen am Royal Armouries Museum, Leeds
- Holger Richter, Armbrustforscher, Autor des Buches „Die Hornbogenarmbrust“
- Augustus Pitt Rivers (1827–1900), britischer Ethnologe und Archäologe
- Bernhard Roosens (* 1951), belgischer Kunsthistoriker und Waffenhistoriker, Kurator für Feuerwaffen an der Rüstkammer der Staatlichen Kunstsammlungen Dresden
- H. Russell Robinson, britischer Waffenkundler, Verfasser von Standardwerken zu Japan und Rom

## S
- Mario Scalini (* 1955), italienischer Waffenhistoriker und Kunsthistoriker, viele Veröffentlichungen
- Volker Schmidtchen (* 1945), deutscher Militärhistoriker, Fachgebiet mittelalterliche und frühneuzeitliche Geschütze
- Holger Schuckelt, deutscher Kunsthistoriker und Waffenhistoriker, Kurator für Rüstungen an der Rüstkammer der Staatlichen Kunstsammlungen Dresden
- Friedrich Wilhelm Schwarzlose (1830–1900), deutscher Orientalist und Lehrer, Autor des Buches „Die Waffen der alten Araber“
- Gerhard Seifert (1922–2007), deutscher Justizbeamter und Blankwaffenforscher
- Heribert Seitz (1904–1987), schwedischer Museumskurator, Autor des Standardwerkes „Blankwaffen“
- Jens Sensfelder, deutscher Ingenieur und Waffenkundler, Experte für Armbruste
- Sariel Shalev, israelischer Archäologe, eher Metallurge
- Alvaro Soler del Campo, Direktor der Real Armeria in Madrid, verschiedene Veröffentlichungen
- Christopher Spring, Kurator für afrikanische Kunst, ein Buch zu afrikanischen Waffen, sonst eher zu Textilien
- Johan Støckel (1867–1959), dänischer Offizier und Waffenhistoriker
- Hans Stöcklein, Kunsthistoriker und Waffenhistoriker, Direktor des Bayerischen Armeemuseums
- George Cameron Stone, amerikanischer Sammler, Autor eines bekannten Glossars zu historischen Waffen

## T
- Leonid Tarassuk, bekannter russischer Waffenhistoriker
- Colin F. Taylor, Autor eines Buches zu indianischen Waffen
- Pierre Terjanian, französischer Waffenhistoriker, Leiter des Department of Arms and Armor am Metropolitan Museum of Art, New York
- Moritz Thierbach (1825–1906), deutscher Offizier und Waffenkundler
- Bruno Thomas, österreichischer Waffenhistoriker, Leiter der Waffensammlungen des Kunsthistorischen Museums und auf Schloss Ambras, Autor bekannter Publikationen
- Bengt Thordeman (1893–1990), schwedischer Archäologe, Ausgräber der Massengräber aus der Schlacht von Visby
- Sebastian Thiem (* 1985), deutscher Technik- und Waffenhistoriker
- Wilfried E. Tittmann, Forschung zu frühen Handfeuerwaffen und Nürnberger Feuerwaffen, wissenschaftliche Widerlegung des Berthold-Schwarz-Mythos
- Oswald Graf Trapp (1899–1988), österreichischer Kunsthistoriker und Denkmalpfleger
- Edwin Tunis (1897–1973), amerikanischer Künstler, Autor des populärwissenschaftlichen Buches Weapons, a pictorial history (Cleveland 1954)

## U
- Werner Uhlmann (1928–2011), deutscher Mathematiker und Waffensammler
- Konrad Ullmann (1917–1967), deutscher Waffenkundler, Direktor des Ostfriesischen Landesmuseums Emden

## V
- Henk Visser (1923–2006), bekannter niederländischer Privatsammler

## W
- Eduard Wagner, tschechischer Waffenkundler
- Detlev Wahl, Autor eines Buches „Kriege und Waffen der Naturvölker“
- Karen Watts, englische Kunsthistorikerin und Waffenhistorikerin, ehem. Kuratorin für Waffen und Rüstungen am Royal Armouries Museum, Leeds
- Rudolf Wegeli, Direktor des Bernischen Historischen Museums, mehrere Kataloge zum Berner Waffenbestand
- Peter Westerdijk, mehrere Publikationen zu afrikanischen Waffen, Experte für dieses Thema
- Herbert Westphal, deutscher Restaurator, verschiedene Publikationen zu Jagdwaffen und Rüstungen
- William Robert Wilde, kein Waffenhistoriker
- Frederick Wilkinson, Autor mehrerer populärwissenschaftlicher Feuerwaffenbücher
- Johannes Willers, deutscher Kunsthistoriker und Waffenhistoriker, ehem. Kurator für Waffen und Rüstungen am Germanischen Nationalmuseum, Nürnberg

## Z
- Manfred A. Zirngibl (1938–2014), deutscher Sammler afrikanischer Waffen[14]
- Albert G. van Zonneveld (* 1951)[15], Autor eines Buches „Traditional Weapons of the Indonesian Archipelago“
- Zdzislaw Zygulski (1921–2015), polnischer Waffenkundler, Leiter der Waffenabteilung des Czartoryski-Museum in Krakau